# Cerithium
Genre
Synonymes
- genre Bayericerithium Petuch, 2001[2]
- sous-genre Cerithium (Cerithium) Bruguière, 1789[2]
- sous-genre Cerithium (Conocerithium) Sacco, 1895[2]
- sous-genre Cerithium (Contumax) Hedley, 1899[2]
- sous-genre Cerithium (Hirtocerithium) Monterosato, 1910[2]
- sous-genre Cerithium (Ischnocerithium) Thiele, 1929[2]
- sous-genre Cerithium (Pithocerithium) Sacco, 1895[2]
- sous-genre Cerithium (Thericium) Monterosato, 1890[2]
- sous-genre Cerithium (Vulgocerithium) Cossmann, 1895[2]
- sous-genre Colina (Ischnocerithium) Thiele, 1929[2]
- Conocerithium Sacco, 1895[3]
- Contumax Hedley, 1899[3]
- genre Contumax Hedley, 1899[2]
- genre Drillocerithium Monterosato, 1910[2]
- genre Gladiocerithium Monterosato, 1910[2]
- genre Gourmierium Jousseaume, 1894[2]
- sous-genre Gourmya (Gladiocerithium) Monterosato, 1910[2]
- genre Hirtocerithium Monterosato, 1910[2]
- Ischnocerithium Thiele, 1929[3]
- genre Liocerithium Sacco, 1894[2]
- genre Lithocerithium Monterosato, 1910[2]
- sous-genre Rhinoclavis (Ochetoclava) Woodring, 1928[2]
- Semivertagus Cossmann, 1889[3]
- Thericium Monterosato, 1890[3]
- genre Thericium Monterosato, 1890[2]
- Tiaracerithium Sacco, 1895[3]

Cerithium est un genre de mollusques gastéropodes marins de la famille des Cerithiidae.

## Caractéristiques
Ce sont des coquillages très communs à faible profondeur, et donc facilement trouvés par les baigneurs. Leur forme est conique, avec des tours très ornementés, et une ouverture ovale oblique et ouverte aux deux extrémités. 
Les nombreuses espèces de ce genre sont toutes phytophages, c'est-à-dire qu'elles se nourrissent d'algues. 

## Liste des espèces
Selon World Register of Marine Species (4 novembre 2018) :
- Cerithium abditum Houbrick, 1992
- Cerithium adustum Kiener, 1841
- Cerithium africanum Houbrick, 1992
- Cerithium albolineatum Bozzetti, 2008
- Cerithium alucastrum (Brocchi, 1814)
- Cerithium alutaceum (Gould, 1861)
- Cerithium amirantium E. A. Smith, 1884
- Cerithium atratum (Born, 1778)
- Cerithium atromarginatum Dautzenberg & Bouge, 1933
- Cerithium balletoni Cecalupo, 2009
- Cerithium balteatum Philippi, 1848
- Cerithium bayeri (Petuch, 2001)
- Cerithium boeticum Pease, 1860
- Cerithium brongnarti Maravigna, 1840
- Cerithium browni (Bartsch, 1928)
- Cerithium buzzurroi Cecalupo, 2005
- Cerithium caeruleum G. B. Sowerby II, 1855
- Cerithium cecalupoi Cossignani, 2004
- Cerithium citrinum G. B. Sowerby II, 1855
- Cerithium claviforme Schepman, 1907
- Cerithium columna G. B. Sowerby I, 1834
- Cerithium coralium Kiener, 1841
- Cerithium crassilabrum Krauss, 1848
- Cerithium dialeucum Philippi, 1849
- Cerithium eburneum Bruguière, 1792
- Cerithium echinatum Lamarck, 1822
- Cerithium egenum Gould, 1849
- Cerithium excavatum Brongniart in Cuvier & Brongniart, 1822 †
- Cerithium fallacies Jousseaume, 1931
- Cerithium flemischi Martin, 1933
- Cerithium gallapaginis G. B. Sowerby II, 1855
- Cerithium gemmatum Hinds, 1844
- Cerithium gloriosum Houbrick, 1992
- Cerithium guinaicum Philippi, 1849
- Cerithium heteroclites Lamarck, 1822
- Cerithium ianthinum Gould, 1849
- Cerithium interstriatum G. B. Sowerby II, 1855
- Cerithium ivani Cecalupo, 2008
- Cerithium kreukelorum van Gemert, 2012
- Cerithium leptocharactum Rehder, 1980
- Cerithium lifuense Melvill & Standen, 1895
- Cerithium lindae Petuch, 1987
- Cerithium lissum R. B. Watson, 1880
- Cerithium litteratum (Born, 1778)
- Cerithium lividulum Risso, 1826
- Cerithium lutosum Menke, 1828
- Cerithium maculosum Kiener, 1841
- Cerithium madreporicola Jousseaume, 1931 †
- Cerithium mangrovum Q. M. Sun & S. P. Zhang, 2014
- Cerithium matukense R. B. Watson, 1880
- Cerithium mediolaeve Carpenter, 1857
- Cerithium menkei Carpenter, 1857
- Cerithium miocanariensis Martín-González & Vera-Peláez, 2018 †
- Cerithium munitum G. B. Sowerby II, 1855
- Cerithium muscarum Say, 1832
- Cerithium nesioticum Pilsbry & Vanatta, 1906
- Cerithium nicaraguense Pilsbry & H. N. Lowe, 1932
- Cerithium nodulosum Bruguière, 1792
- Cerithium novaehollandiae G. B. Sowerby II, 1855
- Cerithium ophioderma (Habe, 1968)
- Cerithium pacificum Houbrick, 1992
- Cerithium phoxum R. B. Watson, 1880
- Cerithium placidum Gould, 1861
- Cerithium protractum Bivona Ant. in Bivona And., 1838
- Cerithium punctatum Bruguière, 1792
- Cerithium rehderi Houbrick, 1992
- Cerithium renovatum Monterosato, 1884
- Cerithium rostratum A. Adams in G. B. Sowerby II, 1855
- Cerithium rueppelli Philippi, 1848
- Cerithium rufonodulosum E. A. Smith, 1901 †
- Cerithium salebrosum Sowerby II, 1855
- Cerithium scabridum Philippi, 1848
- Cerithium scobiniforme Houbrick, 1992
- Cerithium shoplandi Melvill, 1901
- Cerithium stercusmuscarum Valenciennes, 1832
- Cerithium subscalatum Pilsbry, 1904
- Cerithium taeniagranulosum Lozouet, 1999 †
- Cerithium tenellum G. B. Sowerby II, 1855
- Cerithium torresi E. A. Smith, 1884
- Cerithium torulosum (Linnaeus, 1767)
- Cerithium traillii G. B. Sowerby II, 1855
- Cerithium turritella Anton, 1838
- Cerithium uncinatum (Gmelin, 1791)
- Cerithium variegatum (Kuroda & Habe, 1971)
- Cerithium vulgatum Bruguière, 1792
- Cerithium zebrum Kiener, 1841
- Cerithium zonatum (W. Wood, 1828)

Espèces fossiles

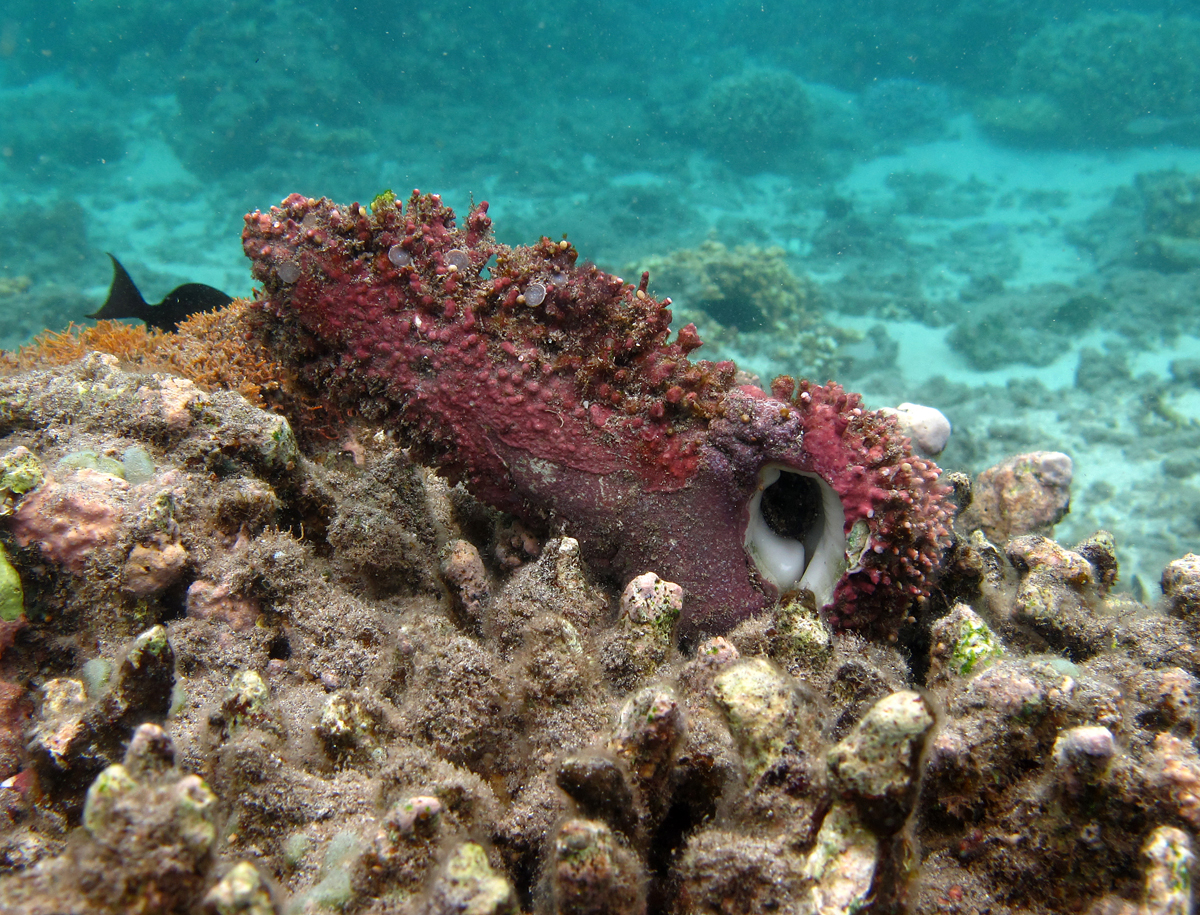
Cerithium nodulosum à La Réunion.

Il y a une centaine d'espèces fossiles connues, incluant :
- Cerithium elegans Deshayes, 1824, la cérite élégante, trouvée à Versailles (lien)
- Cerithium intradentatum

Noms en synonymie
- Cerithium (Bittium), un synonyme de Bittium
  - Cerithium elegans Petit, 1853 (non Blainv.), Cerithium elegans Weinkauff, 1868 (non Blainv) ou Cerithium elegans Aradas et Benoit, 1870 (non Blainv.), trois synonymes de Bittium lacteum.

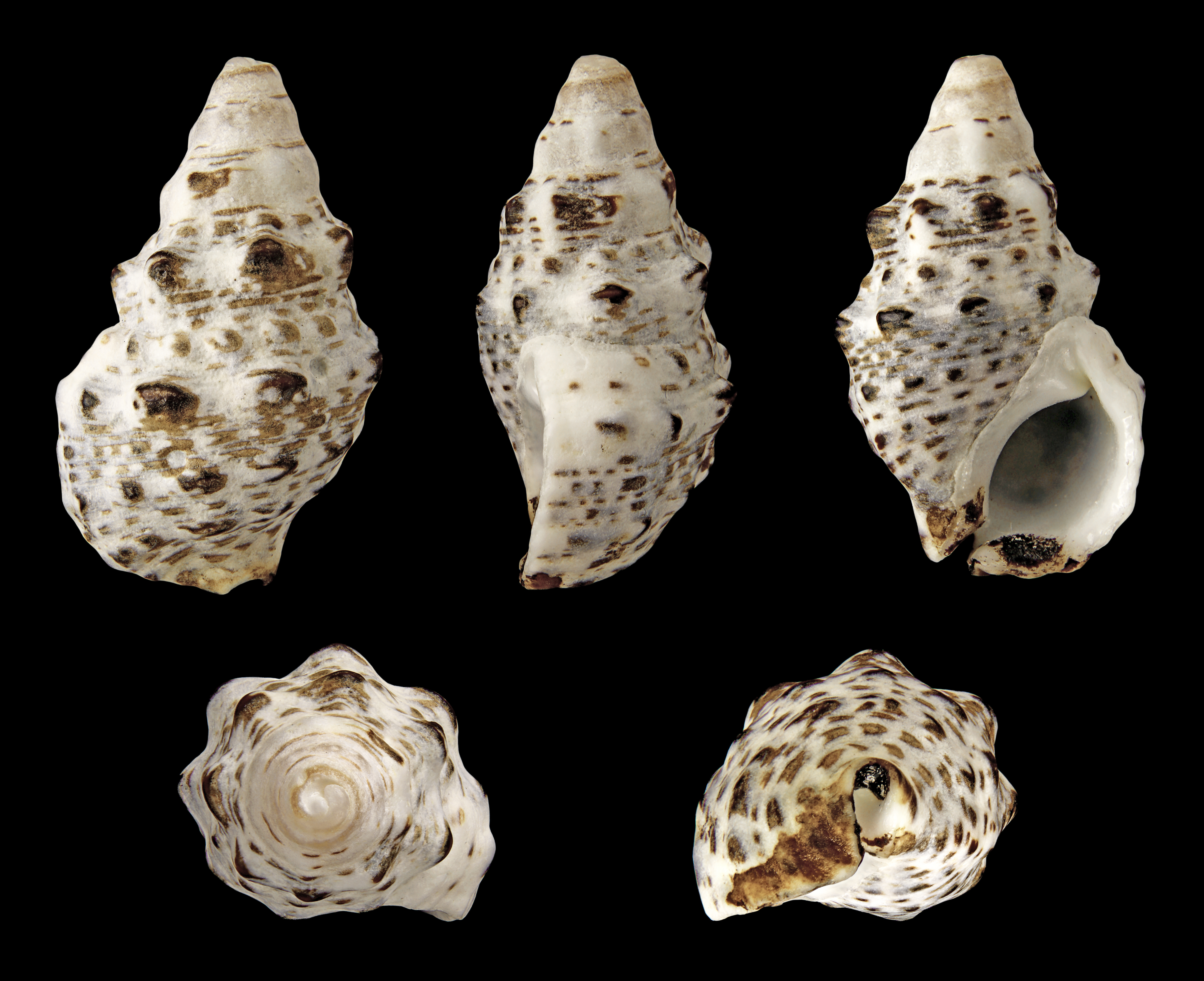
Cerithium caeruleum
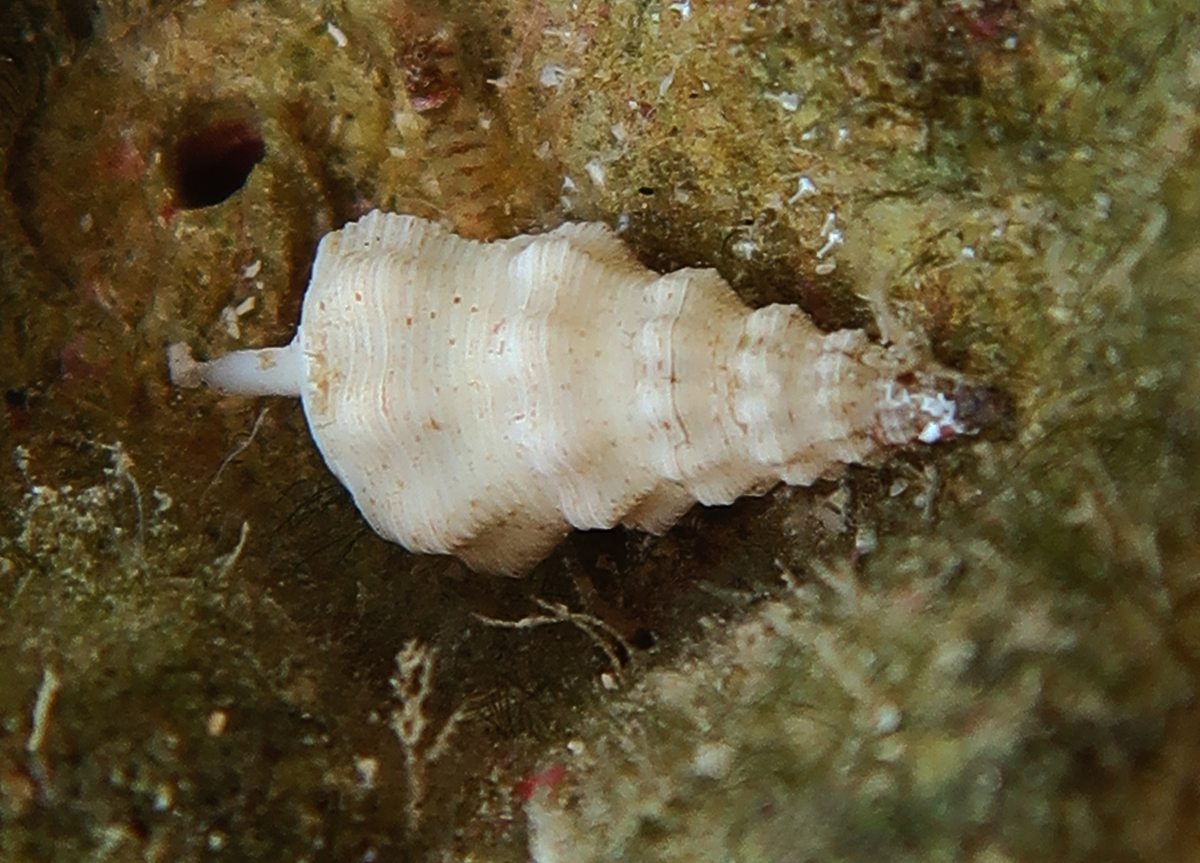
Cerithium citrinum
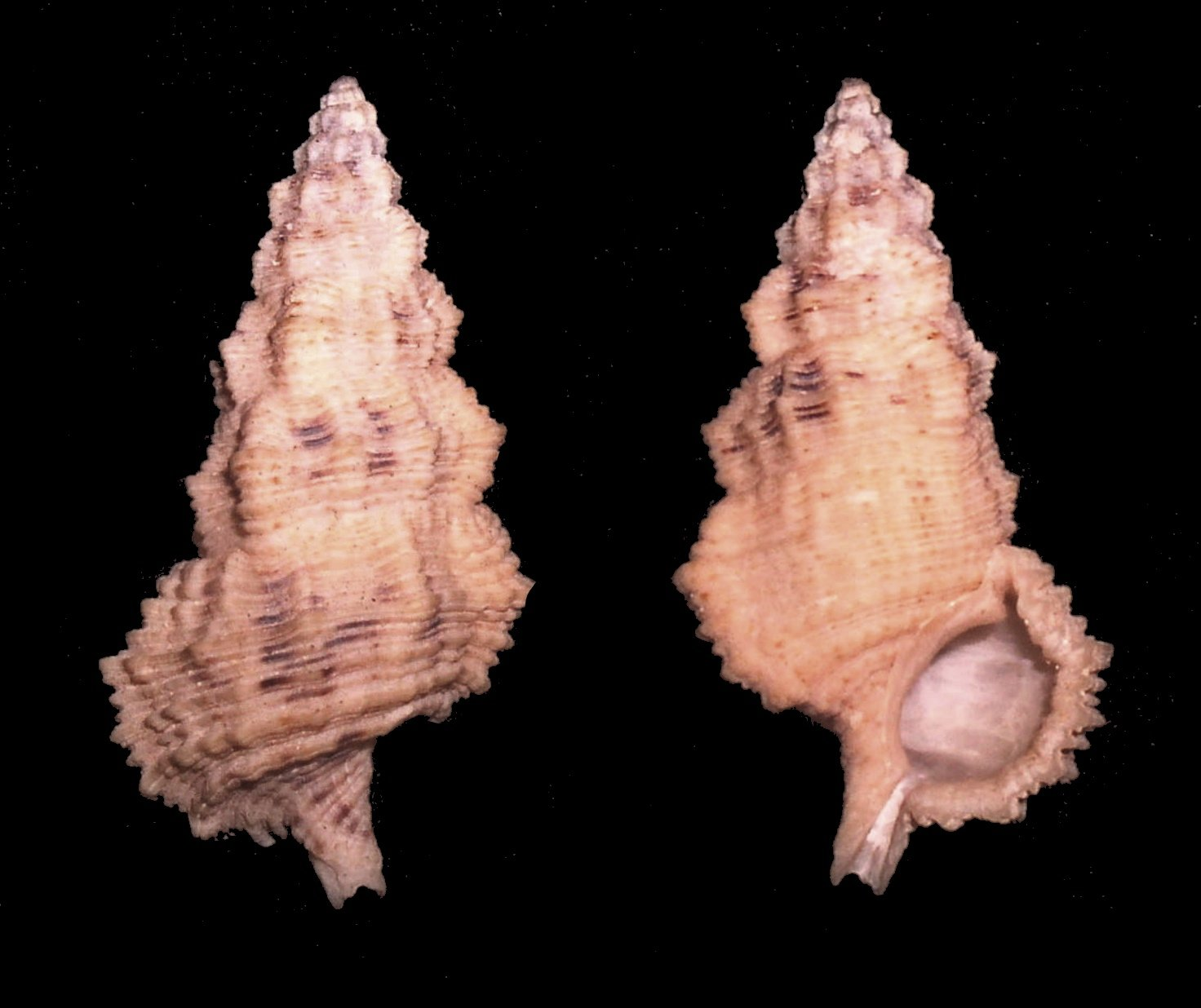
Cerithium columna
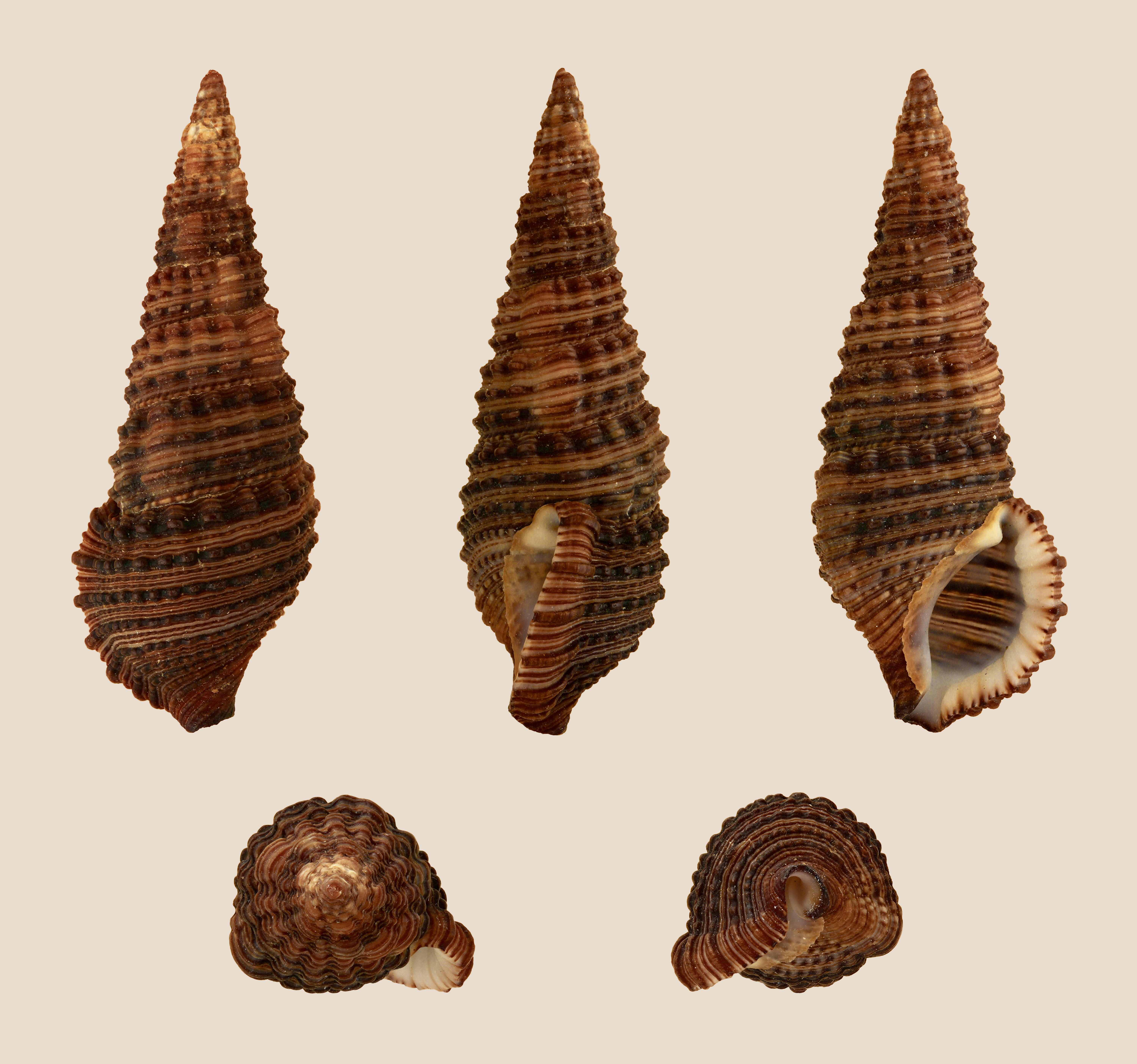
Cerithium coralium
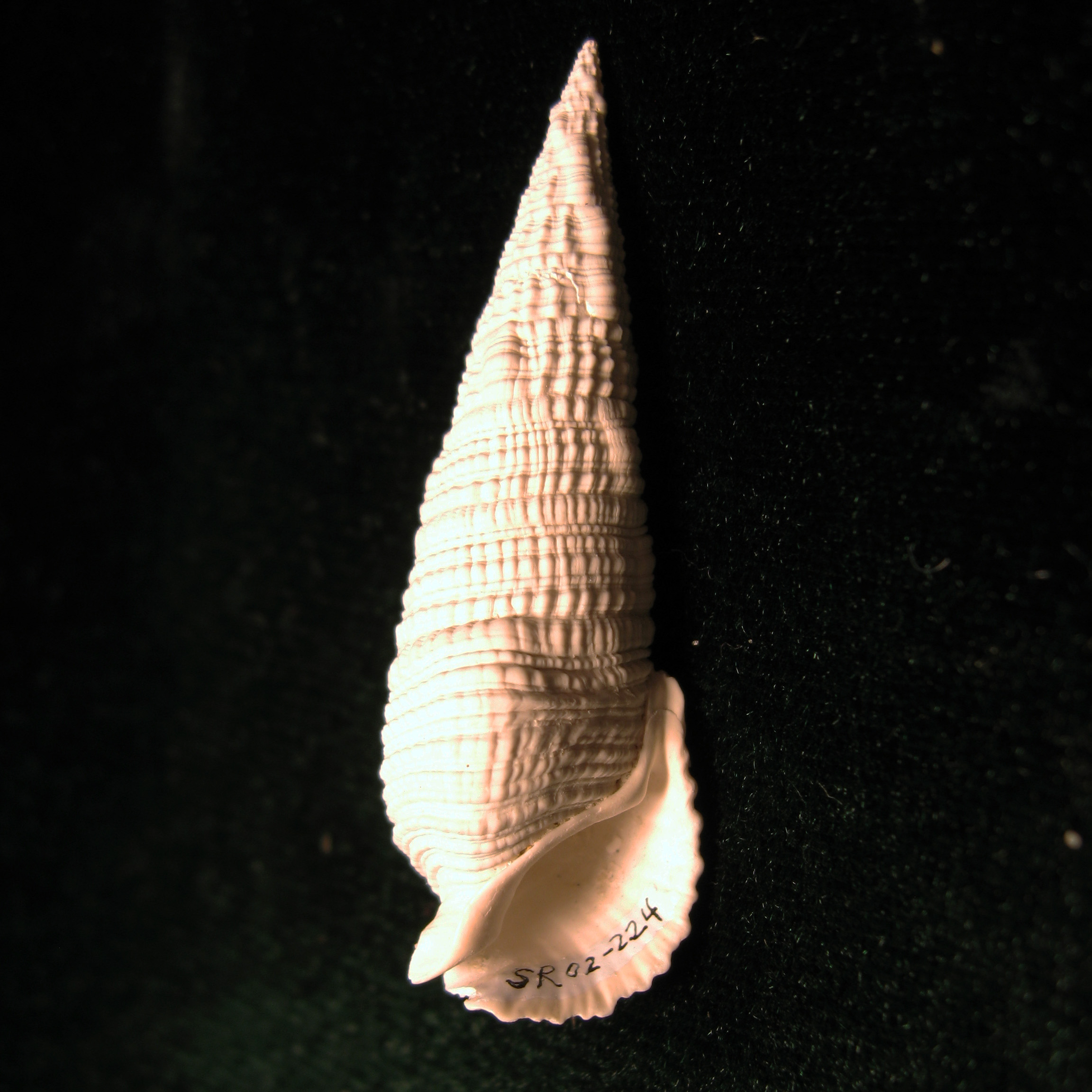
Cerithium dalli
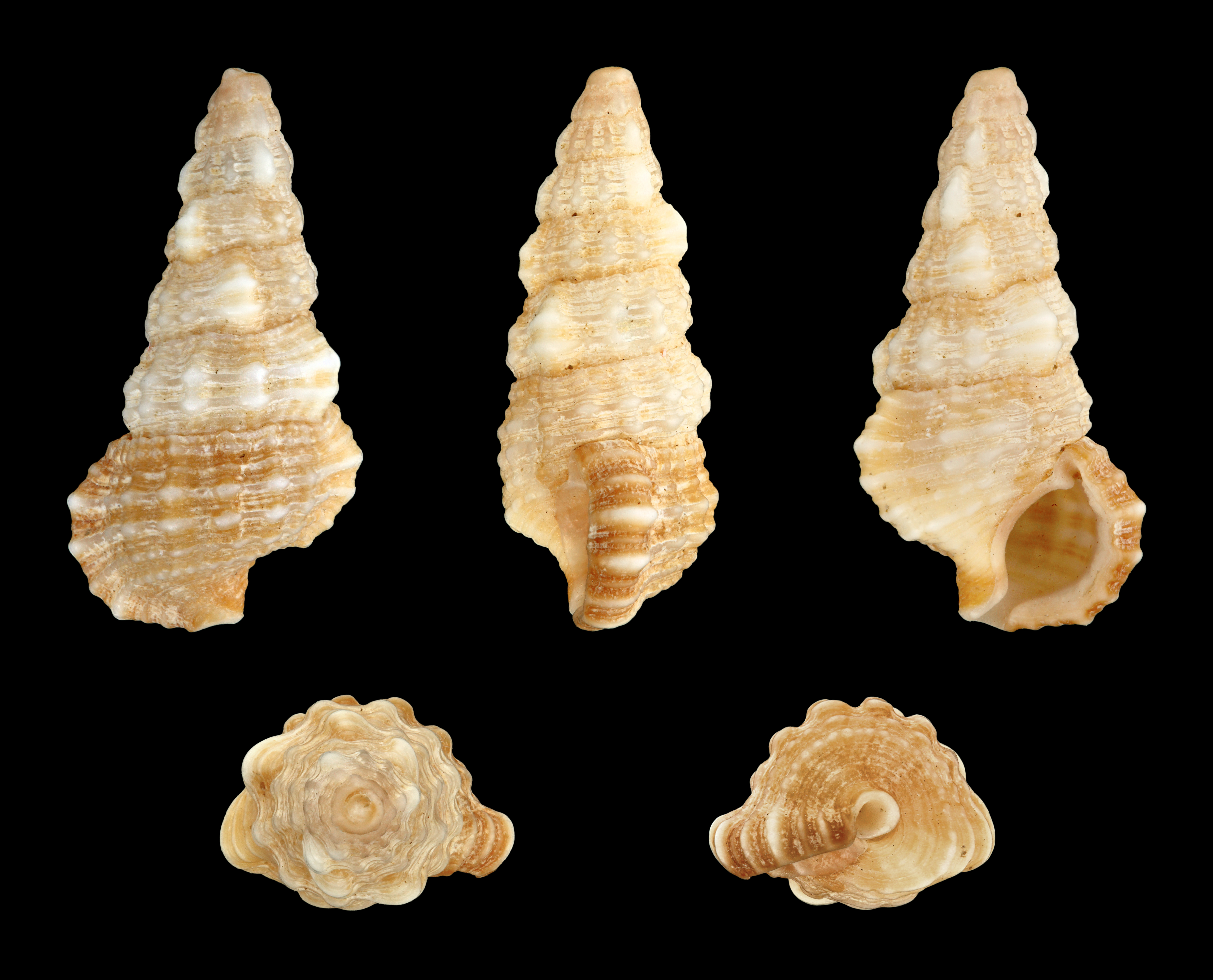
Cerithium dialeucum
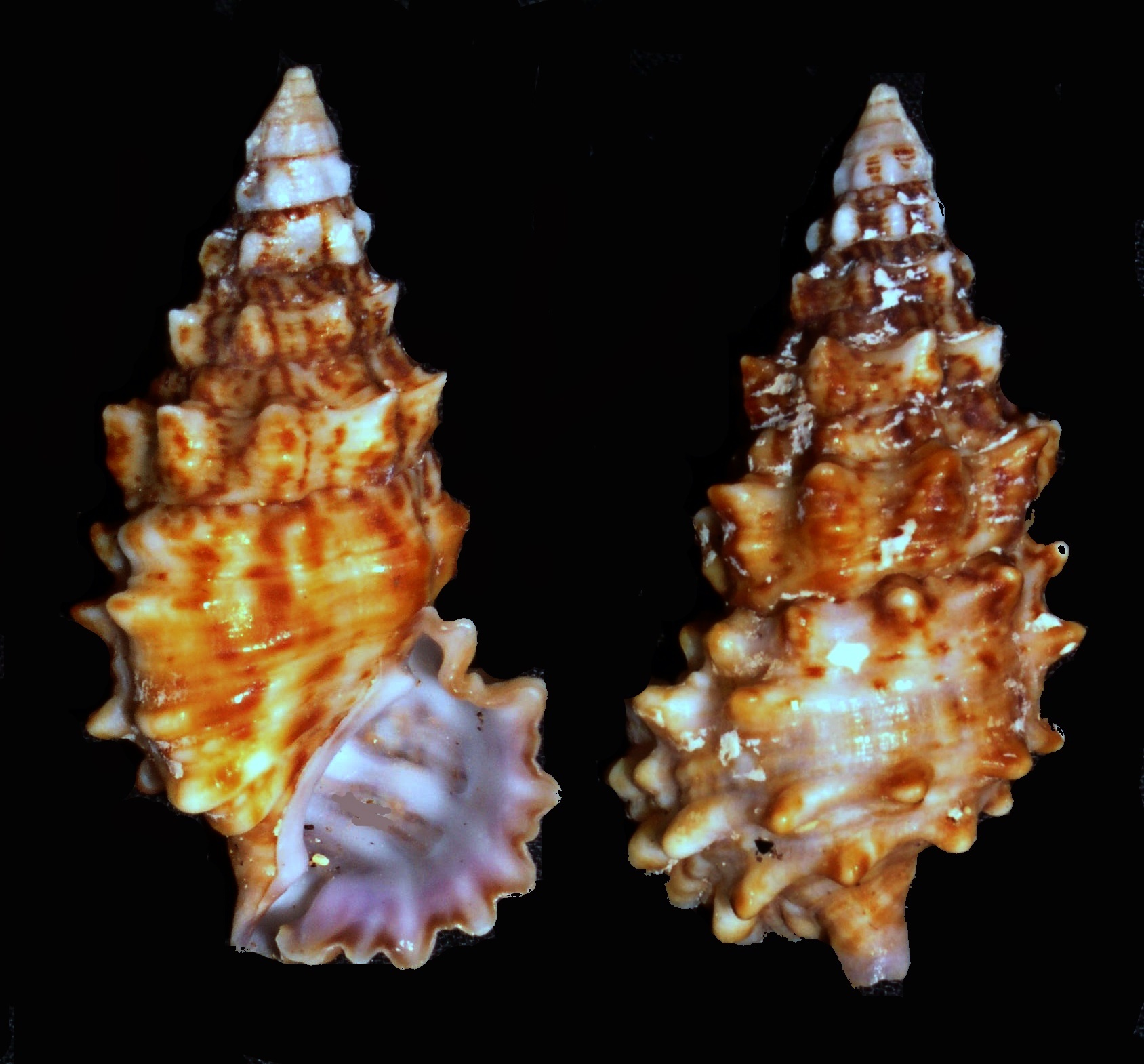
Cerithium echinatum
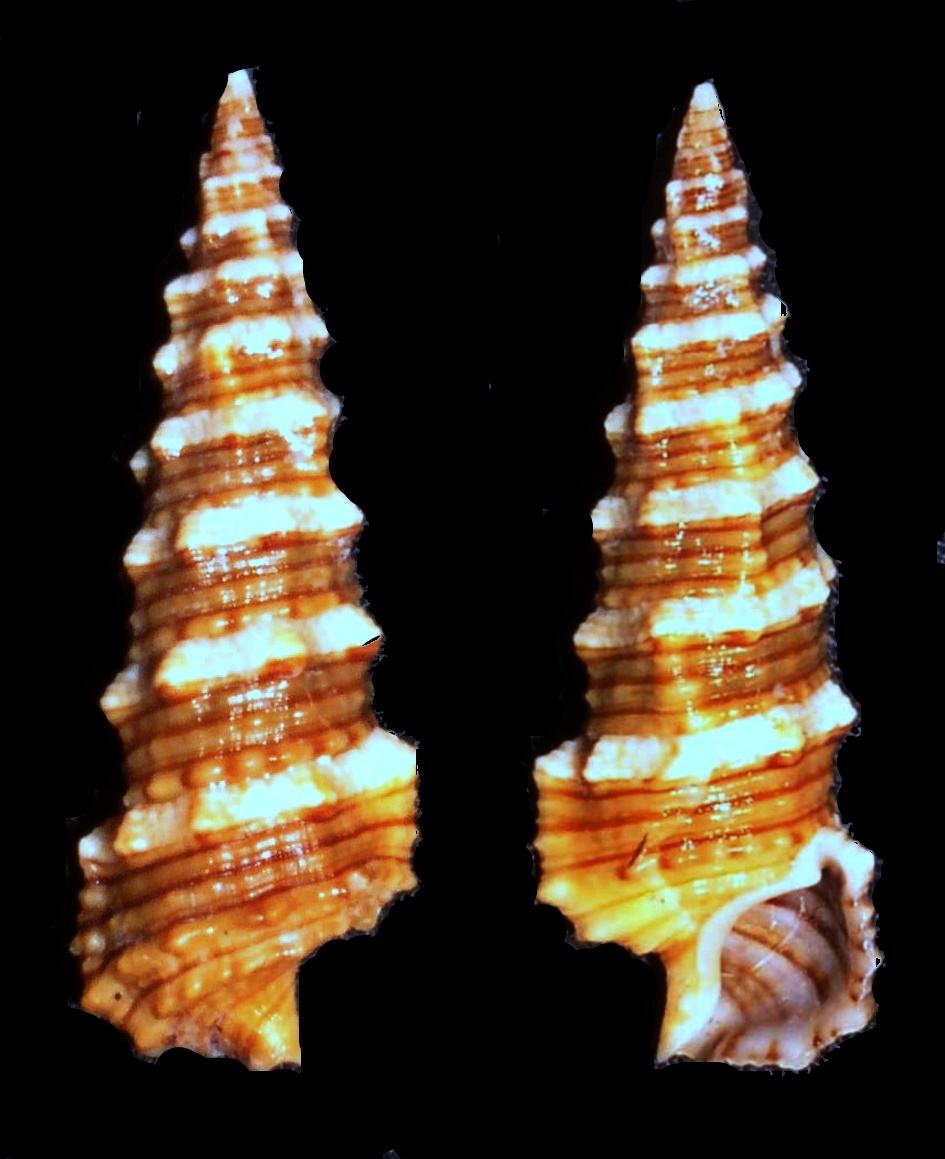
Cerithium lifuense
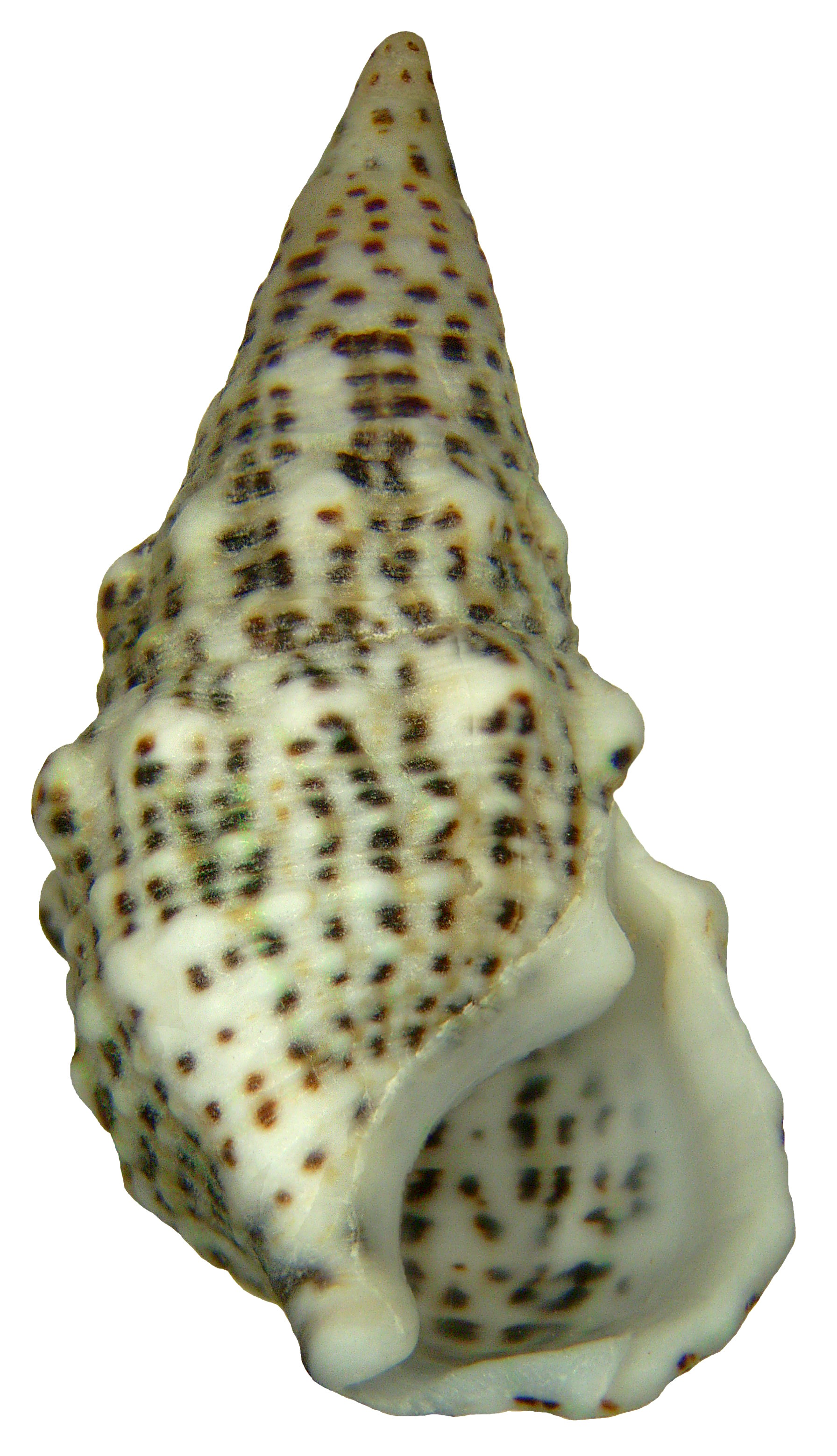
Cerithium litteratum
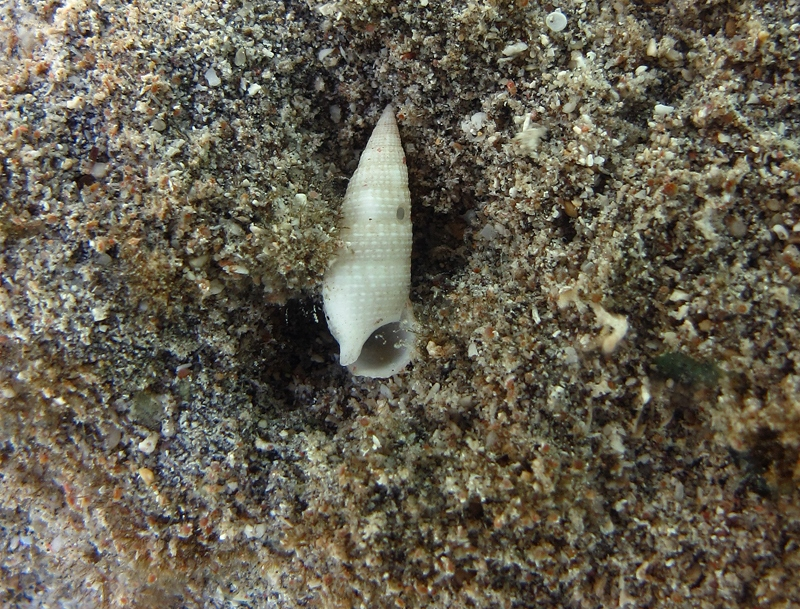
Cerithium nesioticum
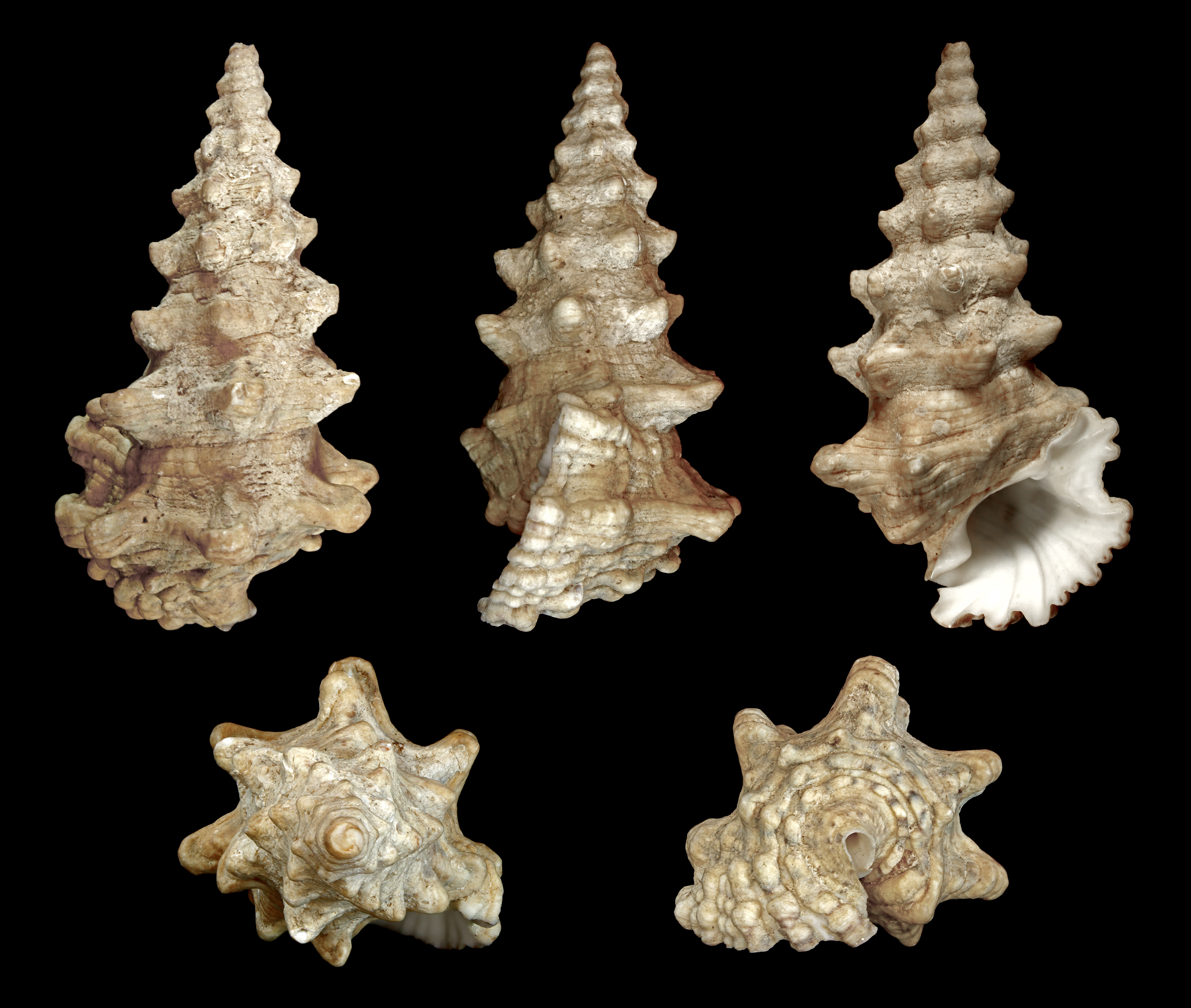
Cerithium nodulosum
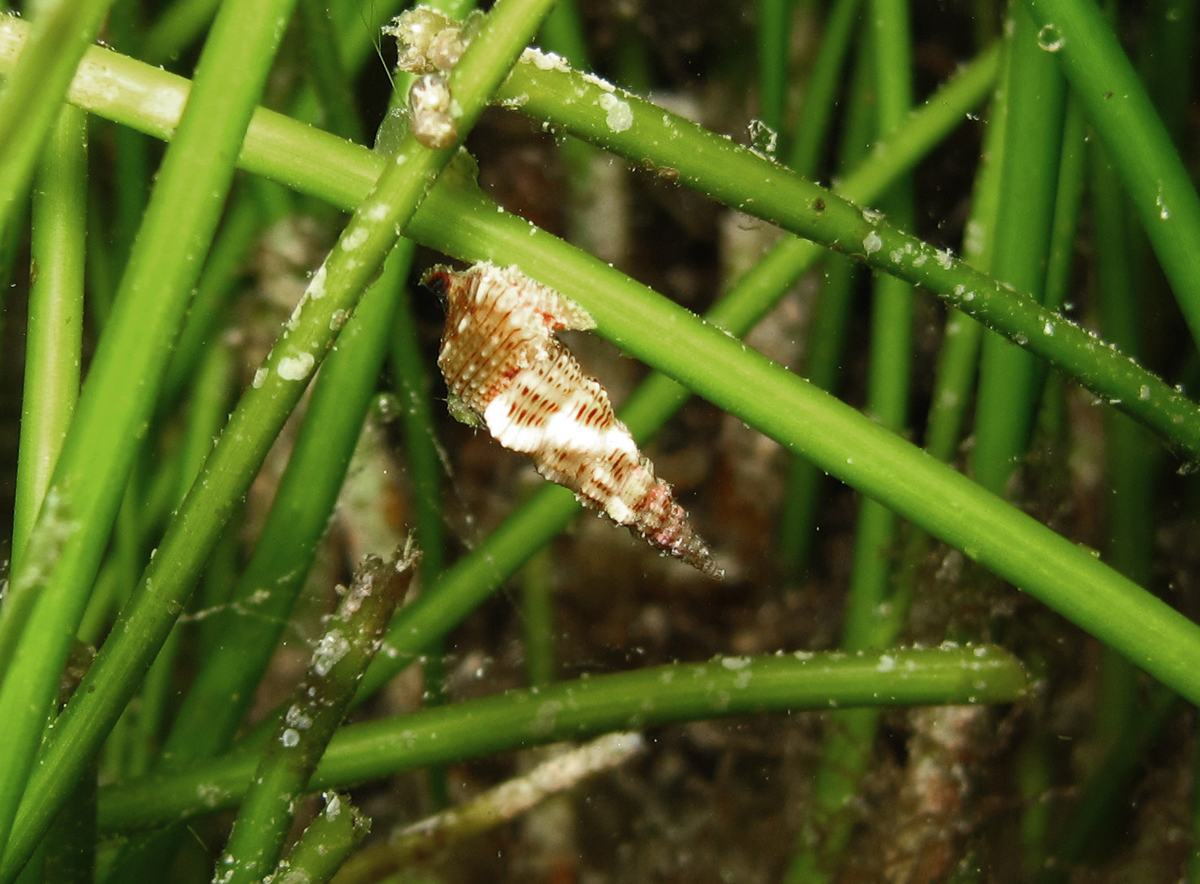
Cerithium rostratum
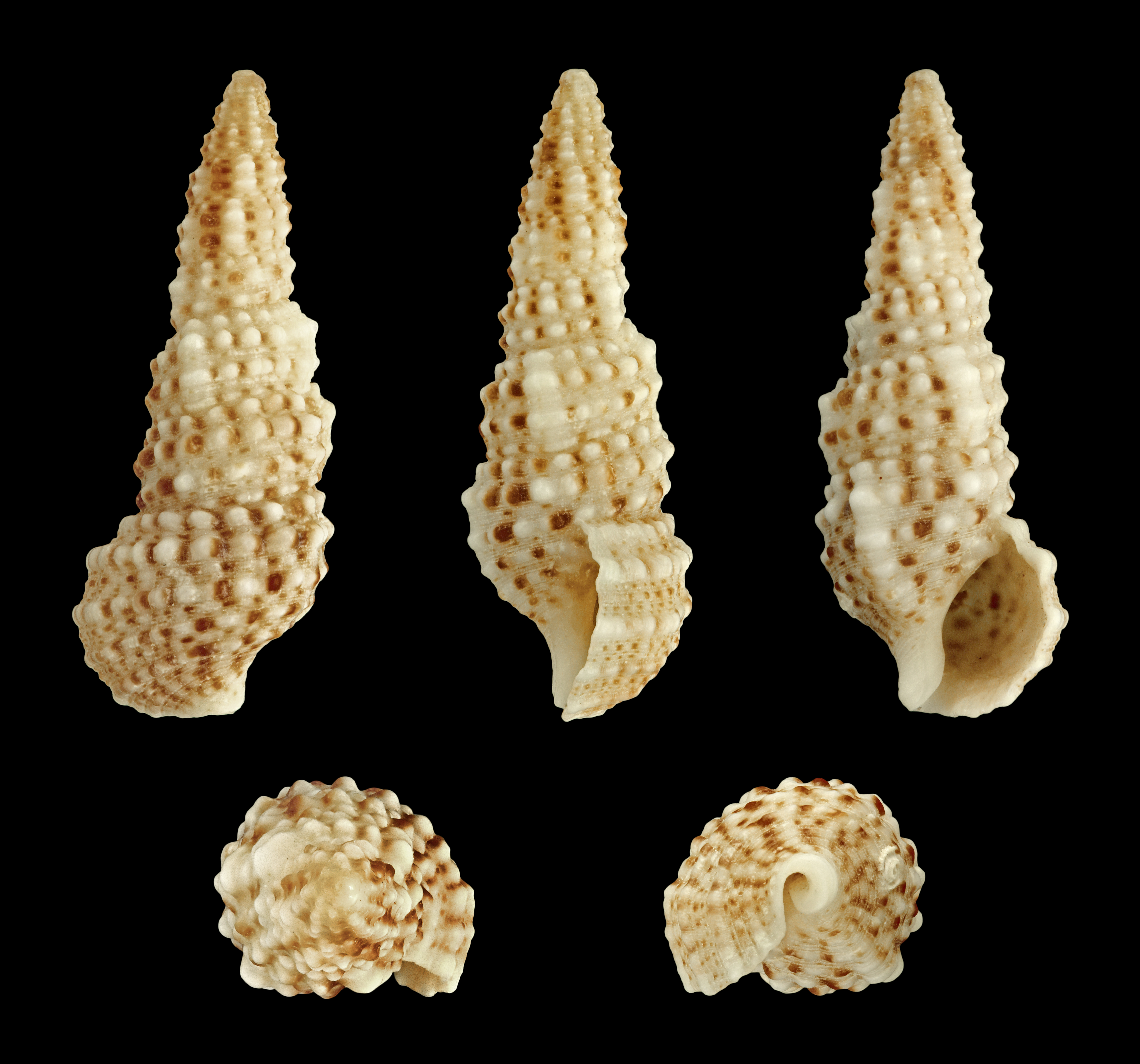
Cerithium scabridum
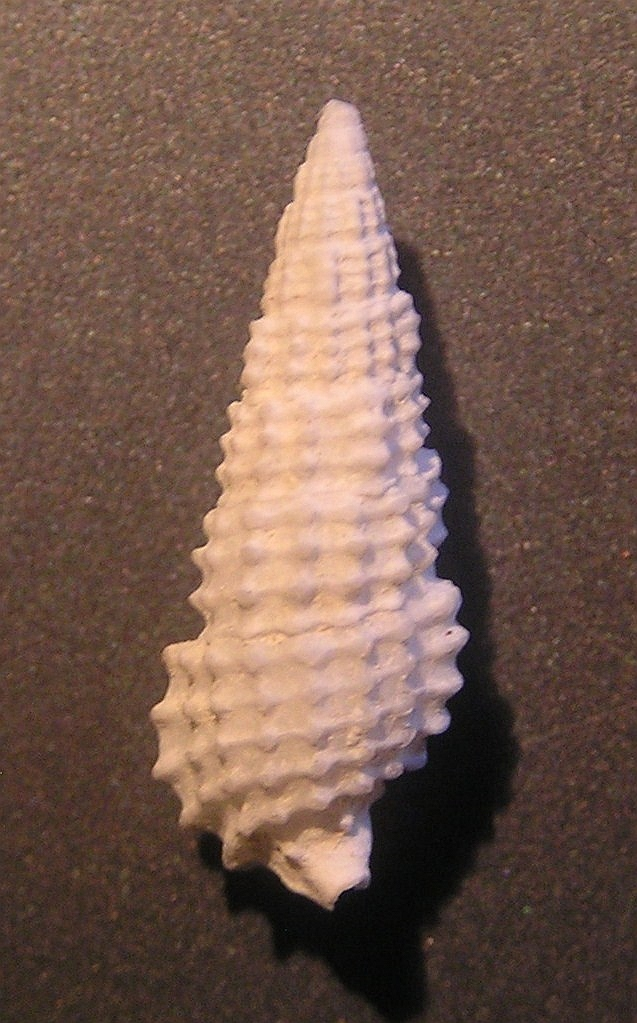
Cerithium scobiniforme
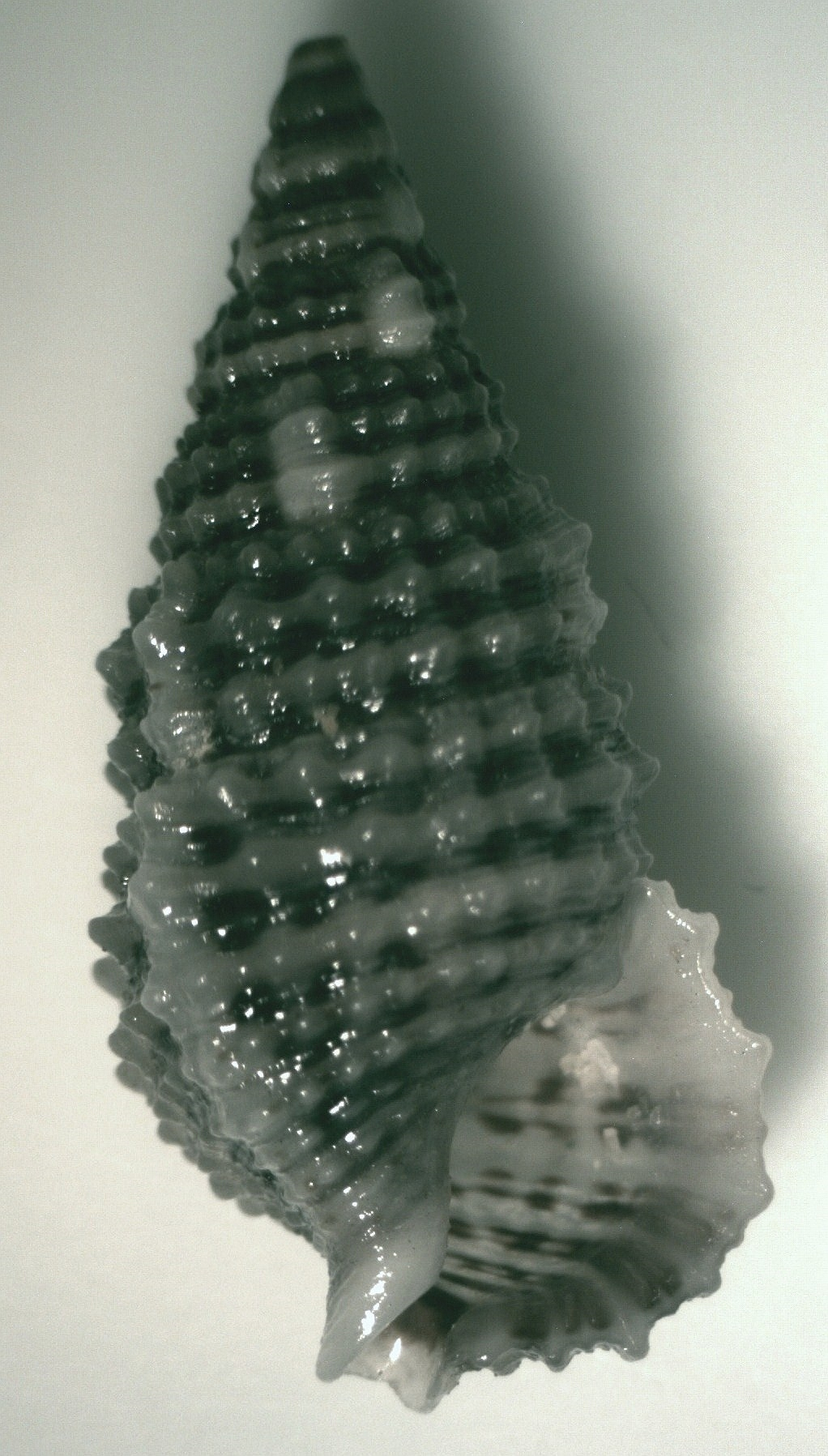
Cerithium tenellum
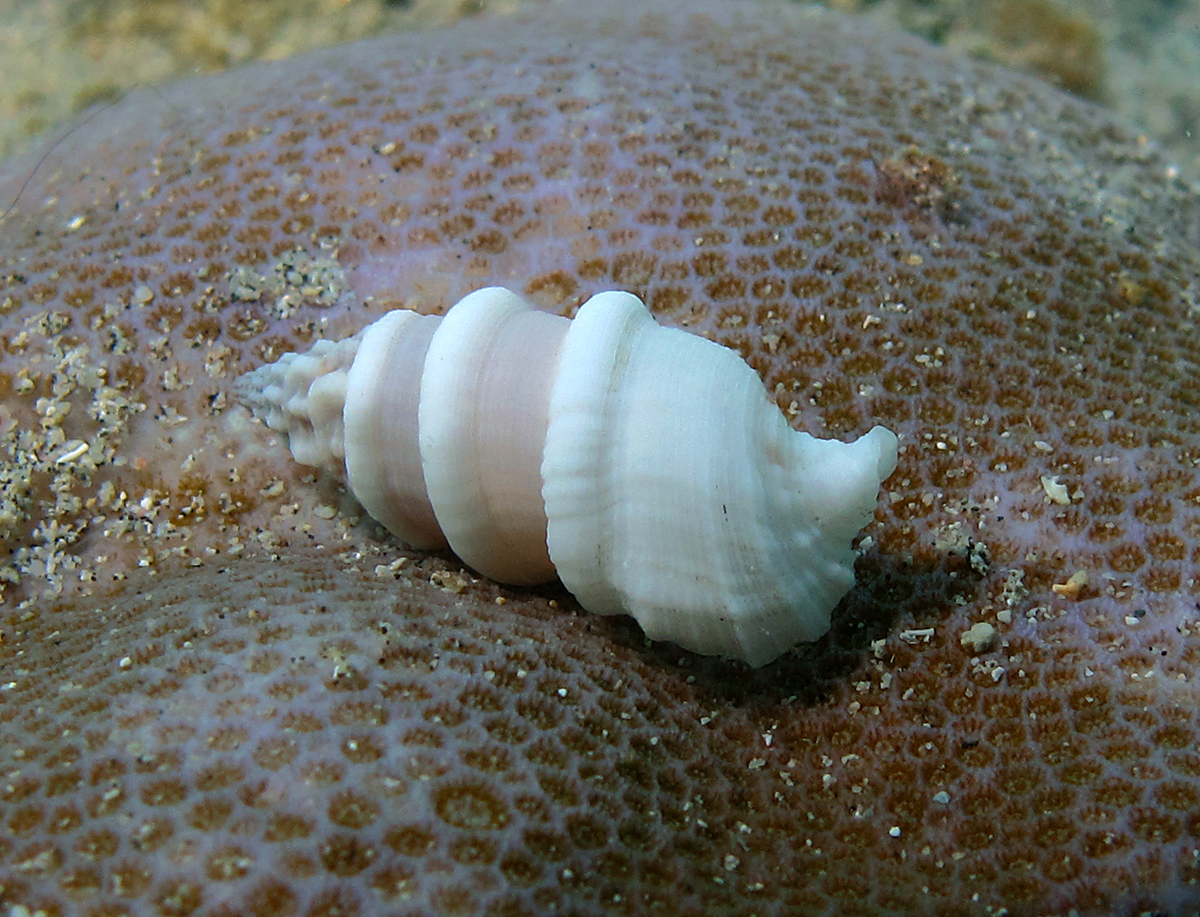
Cerithium torulosum
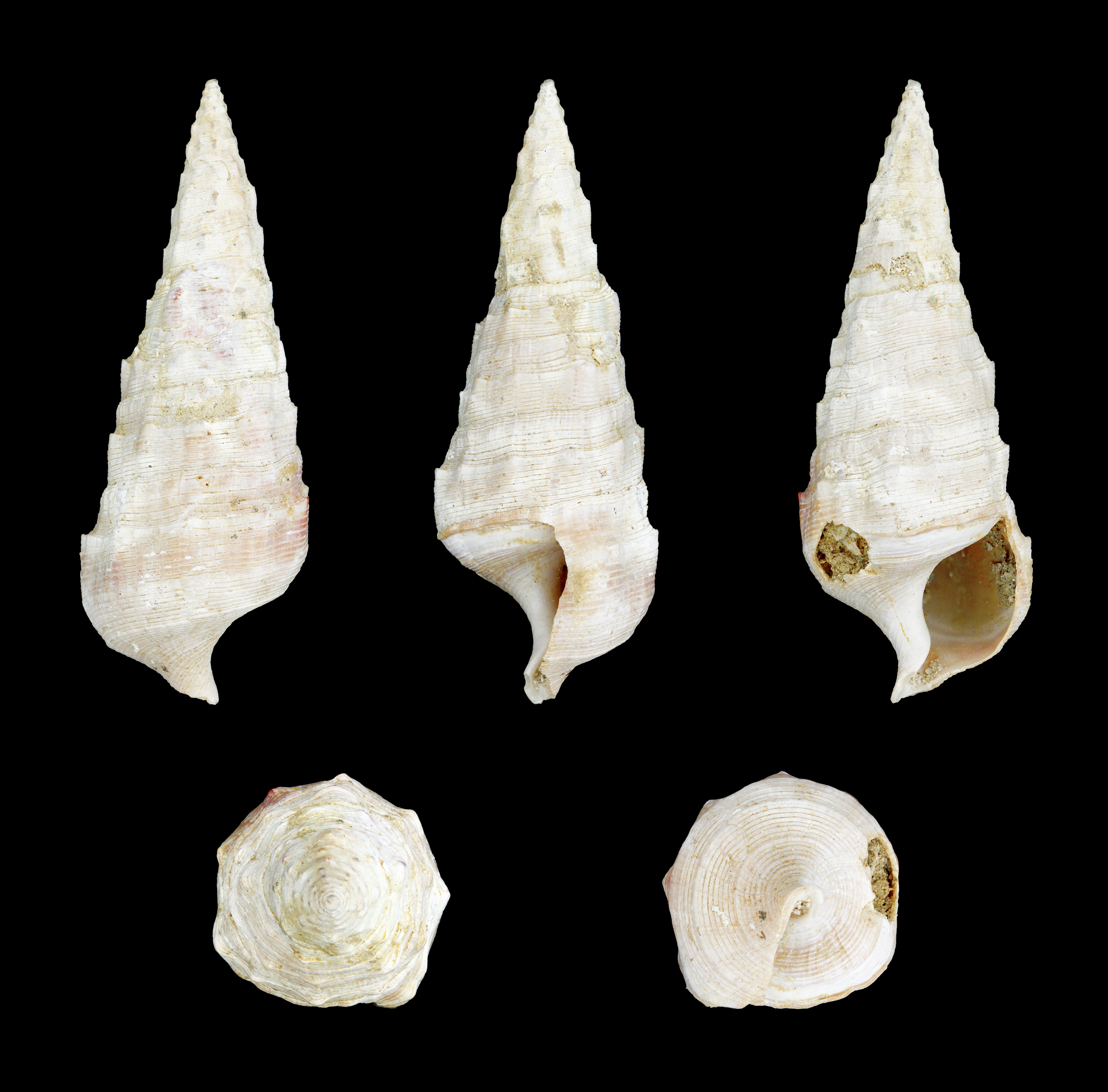
Cerithium varicosum
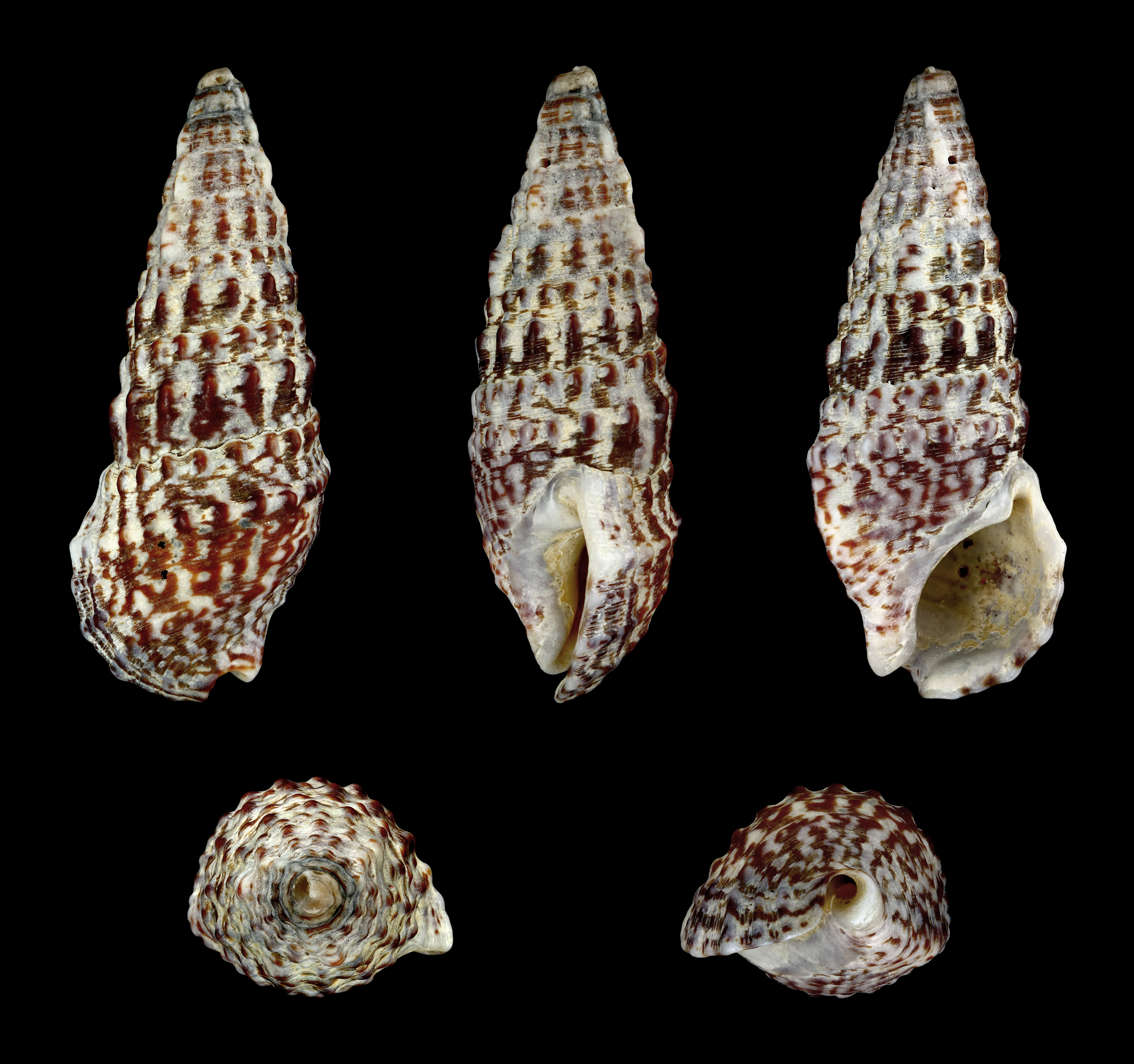
Cerithium vulgatum
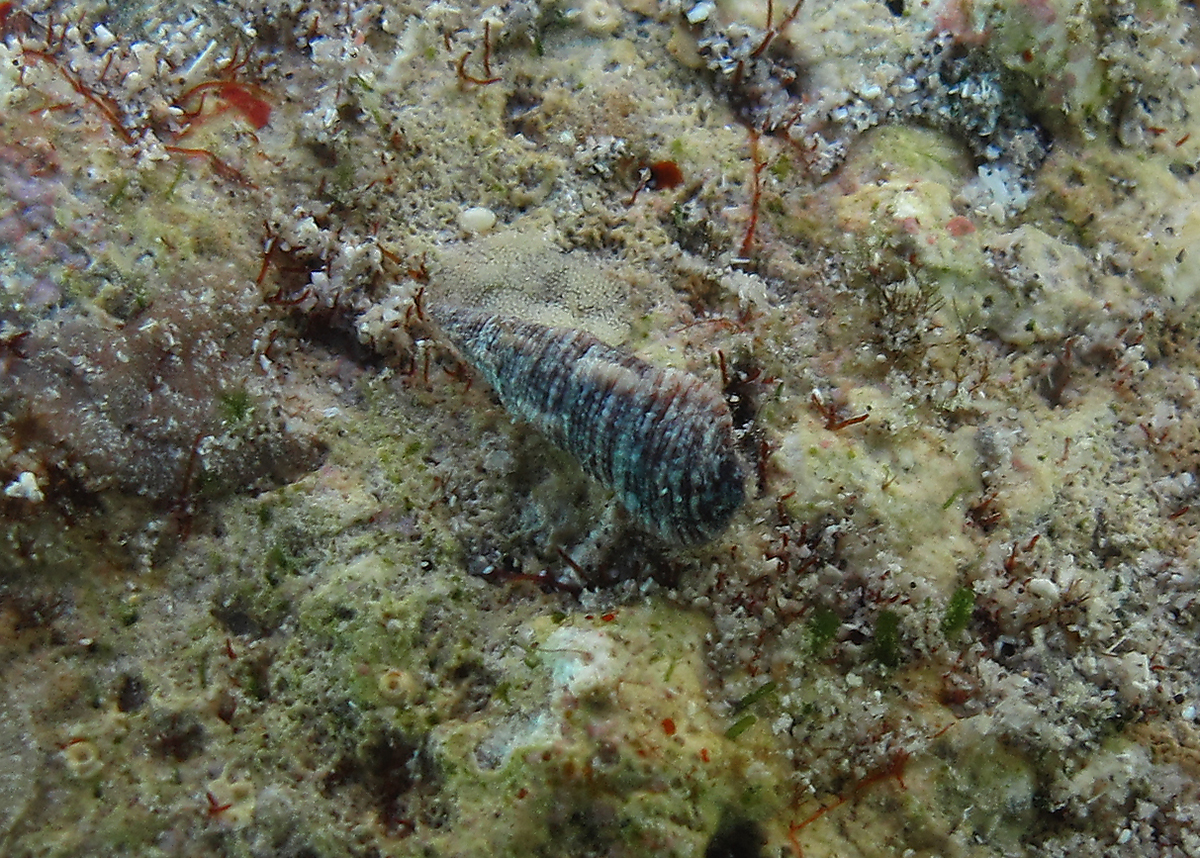
Cerithium zebrum